# Gerardo Gutiérrez Candiani
Gerardo Gutiérrez Candiani (Oaxaca, 1966) es un empresario mexicano, consejero de instituciones como Nacional Financiera, Fundación Comunitaria de Oaxaca, Infonavit, Bancomext, Fonacot, Más Ciudadanía, entre otras a nivel nacional.
Fundador de varias compañías, fue presidente reelecto del Consejo Coordinador Empresarial del 2012 al 2015 y COPARMEX del (2009 al 2011), así como "Empresario GQ del Año" en el 2013. Según la revista mexicana Líderes es considerado uno de los 300 personajes más influyentes de México.

## Trayectoria Profesional

### Educación
Nacido en Oaxaca en 1966, Gerardo Gutiérrez Candiani, se graduó como Licenciado en Economía por el Instituto Tecnológico y de Estudios Superiores de Monterrey en la ciudad de Monterrey, Nuevo León.
Fundador de varias compañías especializadas en ramos como la construcción, mantenimiento y desarrollo inmobiliario, servicios financieros y comercialización de productos para artes gráficas y sector salud.Tras una larga trayectoria de trabajo voluntario en organismos empresariales como presidente del Consejo Coordinador Empresarial Oaxaca. Se dio a conocer como empresario en su estado natal debido a su participación en la consolidación y crecimiento de otros negocios, no solo a nivel local si no a nivel nacional.
En un comunicado del Consejo Coordinador Empresarial, durante su gestión como presidente del Centro Empresarial de Oaxaca en el 2006, ante la crisis que se dio debido a la creciente inseguridad en el país, este duplicó la afiliación del Centro y contribuyó a mantener la estabilidad de las mismas.
Posterior a este cargo, presidió en la Federación Sureste. Consecuentemente fue nombrado coordinador de Afiliación de Grandes Empresas y Consejero Nacional, durante seis años.
De 2009 a 2012 fue nombrado Presidente Nacional de Coparmex.
Consolidó y propuso acuerdos como la "Agenda por México". Mismo que vincula a los empresarios con los principales actores políticos del país, así como organismos y formas de gobierno.
Firmó el "Memorando de Entendimiento" entre el Consejo Coordinador Empresarial y la Cámara de Comercio de Estados Unidos con el objetivo de coordinar actividades de promoción de negocios, relacionadas con la actividad económica entre México y Estados Unidos.
Posteriormente, se desempeñó como Vicepresidente de Centros Empresariales y Federaciones. Posición desde la cual impulsó un crecimiento superior al 21%, así como la reestructuración de las Federaciones y la creación de la figura de las Representaciones Empresariales.
En un recuento sobre su gestión de cuatro años en el CCE, el economista Gutiérrez Candiani fue homenajeado en el 2015, por Jesús Vidales, presidente decano del CCE al entregarle ante 54 líderes de cámaras y empresas reunidas, un reconocimiento, "a la labor y convicción del empresario mexicano en el involucramiento de la democratización del país, resaltando su capacidad de líder".
La gestión como dirigente y representante empresarial de Candiani, destacó gracias a su participación en la conformación de las reformas estructurales tales como la apertura energética y otras reformas de tipo fiscal y laboral propuestas por el actual presidente de México, Enrique Peña Nieto.
Lo anterior le ha valido de reconocimiento no solo en el sector empresarial sino también en medios de comunicación, permitiendo incrementar su nivel de influencia en importantes decisiones en México.
La trayectoria de Gutiérrez Candiani, también es reconocida en el terreno académico.
Después de un doble periodo como presidente del Consejo Coordinador Empresarial dejó la presidencia del CCE en 2015.

### Principales cargos
| Periodo   | Cargo               | Institución                                                |
| --------- | ------------------- | ---------------------------------------------------------- |
| 2011-2015 | Presidente Nacional | Consejo Coordinador Empresarial (CCE)                      |
| 2010      | Presidente Nacional | Confederación Patronal de la República Mexicana (COPARMEX) |
| 2009      | Presidente Nacional | Confederación Patronal de la República Mexicana (COPARMEX) |
| 2009      | Presidente          | Centro Empresarial Oaxaca                                  |